# Dominic Chapman
Dominic Edward Chapman (Londra, 7 marzo 1976) è un ex rugbista internazionale per l'Inghilterra, in carriera attivo nel ruolo di tre quarti ala, detentore per 23 stagioni del primato di miglior realizzatore di mete della Premiership.

## Biografia
Proveniente dal vivaio dell'Harlequins, si mise in luce in alcuni incontri contro club neozelandesi in tour nelle Isole britanniche e debuttò in National Division One a Wigan contro l'Orrell il giorno del suo ventunesimo compleanno, il 7 marzo 1997, realizzando tre mete.
Alla fine del campionato fu ceduto all'altro club londinese del Richmond, con cui a fine torneo giunse quinto assoluto e stabilì il record stagionale di mete in prima divisione, 17; tale prestazione gli valse la chiamata in nazionale inglese, in procinto di affrontare la spedizione nell'Emisfero Sud del 1998 passata alla storia come tour infernale per via delle pesanti sconfitte: Chapman, inserito in una squadra giovane e dalla scarsa esperienza internazionale, fu in campo nella sconfitta inglese per 0-76 a Brisbane contro l'Australia, la peggiore della nazionale in bianco, e quello fu il suo primo e ultimo test match per l'Inghilterra.
Nel 2000, facendo seguito al fallimento societario del Richmond, passò all'Esher e, l'anno successivo, al Bracknell, club del Berkshire di seconda divisione, ma già all'epoca, essendo rimasto semiprofessionista, si era impiegato nel campo dell'informatica.
Dopo il termine della sua attività agonistica ha intrapreso la carriera dirigenziale nel ramo commerciale.
Il suo record di 17 mete resistette per 23 stagioni consecutive fino alla Premiership 2020-21 quando fu superato da Sam Simmonds, dell'Exeter, con 21 marcature; in precedenza, nel 2017, Christian Wade era riuscito solo a eguagliare il record nel 2017 ma non a superarlo.